# Croix de Frédéric
Pour les articles homonymes, voir Croix (homonymie).
La Croix de Frédéric (en allemand Friedrich Kreuz ou Friedrich-Kreuz) était une médaille commémorative du Duché d'Anhalt faisant partie de l'Empire allemand, créée le 12 décembre 1914 par le duc d'Anhalt Frédéric II comme une décoration un peu comme la Croix de fer pour mérite en temps de guerre.
Il y a trois versions de la Croix de Frédéric
- Une croix de bronze sur un ruban vert avec des bordures rouges pour les Combattants.
- Une croix de bronze sur un ruban vert avec des bordures blanches pour les non-combattants comme les prêtres ou les médecins.
- Une croix en broche (en allemand : steckkreuz) qui est porté sans ruban[1].

## Description
Cette croix pattée portait une couronne sur le bras supérieur et la date «1914» sur le bras inférieur. Dans le médaillon central se trouve le monogramme du duc, deux "F" entrelacés. L'inverse est plat mais le médaillon central porte le texte "Für Verdienst" ("pour le mérite")
En 1918, la monarchie d'Anhalt tombe et la décoration est abolie.
| Ruban                             |                               |
| Croix de Frédéric pour militaires | Croix de Frédéric pour civils |

## Quelques récipiendaires notoires
- Guillaume II d'Allemagne
- Paul von Hindenburg (Fieldmarshall)
- Hans-Valentin Hube